# Talas (stad)
Talas (Kirgizisch: Талас) is een stad in het noordwesten van Kirgizië en tevens de hoofdstad van het gelijknamige oblast. De stad telde op 1/1/2015 35.200 inwoners en ligt in de vallei van de rivier Talas.
Hoewel de streek rond Talas reeds meer dan 1000 jaar wordt bewoond, werd de huidige stad pas in 1877 gesticht. In 1920 kreeg de stad een bakstenen kerkgebouw.